# Похорон на другому поверсі
«Похорон на другому поверсі» — радянський фільм-бойовик 1991 року Олександра Сташкова і Олени Амінової. Класичний приклад кооперативного кіно, знятий АТЗТ «Патріарші пруди». Прем'єра відбулася в липні 1992 року.

## Сюжет
Серпень 1991 року. Підполковник Єршов, майор Кулаков і капітан Бугров розслідують злочин, в якому замішані корумповані шари з вищого складу КДБ.

## У ролях
- Анатолій Хостікоєв —  підполковник Єршов Аркадій Юрійович
- Юрій Осипов —  Кулаков
- Андрій Смоляков —  капітан Бугров Андрій Миколайович
- Тетяна Лютаєва —  Світа
- Борис Зайденберг —  Заборін
- Валерій Гатаєв —  полковник Волошин
- Ігор Шаповалов —  Черкес
- Галина Польських —  мати Бугрова
- Валерій Смецкой —  Гурам
- Василь Міщенко —  сержант
- Аристарх Ліванов —  чиновник
- Ігор Воробйов —  катала
- Юрій Сенкевич —  Рома
- Михайло Крисін —  епізод
- Федір Смирнов —  епізод
- Юрій Думчев —  охоронець Черкеса (в титрах не вказаний)
- Ілля Іванов —  Зайцев
- Євген Сокуров — епізод
- Олександр Леньков —  «Картавий», катала
- Володимир Лаврентьєв —  Льова, катала
- Роман Анашкин —  епізод (в титрах не вказаний)

## Знімальна група
- Режисери: Олександр Сташков,  Олена Амінова
- Автор сценарію: Олександр Сташков
- Оператор: Юрій Любшин
- Композитор: Олександр Айзенштадт
- Художник: Олег Потанін
- Постановник трюків: Євген Сокуров
- Автотрюк: Валерій Леонтьєв
- Продюсери: Віктор Кулаков, Олександр Сташков
- Відповідальний продюсер: Юрій Сенкевич